# Oratorio di San Martino (Albiolo)
L'oratorio di San Martino, noto anche come chiesa di Sant'Anna, è un edificio di culto cattolico situato nel territorio comunale di Albiolo, in corrispondenza di un crocevia di strade che collegano lo stesso comune a Valmorea e Cagno.

## Storia e descrizione
Originariamente dedicato a San Martino di Tours, venerato come protettore degli agricoltori, l'oratorio cambia il suo nome in occasione di un voto fatto a Sant'Anna, durante la peste del 1630. Santuario mariano meta di pellegrinaggi, da allora la chiesa è attualmente adibita al culto di Sant'Anna, in onore della quale da oltre cent'anni si organizza una sagra, nel mese di luglio, in occasione della memoria liturgica della santa.
L'edificio, che costituisce uno dei monumenti più antichi di Albiolo, risale almeno al XII secolo, ma venne ampliato nel corso del XV secolo. 
La chiesa è una delle testimonianze d'arte romanica minore nell'ambito della pieve di Uggiate; dispone di abside a semicerchio con archetti, di fronte a campana e di soffitto a capriate lignee. Il presbiterio, leggermente rialzato, è sovrastato da un arco di pietre comacine (precisamente, in sasso di Moltrasio). 
La chiesa è inoltre dotata di un portico che in passato veniva usato come luogo per assemblee comunitarie dei capofamiglia ma fungeva anche come cimitero. La tradizione racconta che in occasione delle pestilenze, il portico e l'intera chiesa venissero utilizzati come lazzaretto. 
L'alto campanile, di recente restaurato, venne invece edificato tra il 1671 e il biennio 1735-1736: sproporzionato rispetto alle modeste dimensioni della chiesa, è stato eretto in occasione della commemorazione del trentennio di un miracolo avvenuto in chiesa. In precedenza, il campanile aveva una campana sola.
La chiesetta custodisce molti affreschi ben conservati di scuola lombarda del XIV e XV secolo, tra cui alcuni attribuiti alla scuola luganese dei de Seregno (1568) e altri che si pensa siano stati realizzati da Giovanni Battista Tarilli. 
Esternamente, la chiesa ospita affreschi quattrocenteschi, raffiguranti, tra gli altri, una Madonna col Bambino, San Martino mentre dona parte del proprio mantello a un povero e una Crocifissione. Sempre all'esterno sono dipinti una raffigurazione della morte e un Sant'Antonio Abate eseguito nel 1380. Al Cinquecento risalgono invece gli affreschi che, all'interno dell'abside, raffigurano l'Annunciazione, un Cristo Pantocratore e i Dodici apostoli.